# Eddy Bosnar
Edward « Eddy » Bosnar, né le 29 avril 1980, est un footballeur australien, d'origine croate.
Le 23 mai 2012, il marque un coup franc à 123 km/h, le record pour un joueur évoluant en Asie et deuxième performance mondiale derrière Roberto Carlos.